# Dubné
Dubné (německy Duben) je obec ležící v okrese České Budějovice, v Jihočeském kraji, zhruba 8 km západně od Českých Budějovic. Žije zde přibližně 1 700 obyvatel.

## Místní části
(údaje ze sčítání lidu, celkem 365 domů a 1079 obyvatel k 1. březnu 2001)
- Dubné; katastrální území Dubné, 5,58 km², 158 domů, 493 obyvatel
- Jaronice; k. ú. Jaronice, 3,19 km², 37 domů, 82 obyvatel
- Křenovice; k. ú. Křenovice u Dubného, 4,59 km², 101 domů, 335 obyvatel
- Třebín; k. ú. Třebín, 3,43 km², 69 domů, 169 obyvatel

## Historie
První písemná zmínka o vsi pochází z roku 1263, kdy se připomíná vladyka Sudslav z Dubného (Zvzlab de Dvdem). V držení drobné šlechty (z Dubného, Roubíkové z Hlavatec, Dubenští z Chlumu, Ojířové z Protivce) zůstala ves až do stavovského povstání, po němž byla Adamu Chvalu Kunášovi z Machovic konfiskována a roku 1623 prodána královskému městu České Budějovice, které pak bylo dubenskou vrchností až do zrušení poddanství. Od roku 1850 je Dubné samostatnou obcí, stávající místní části k ní byly připojeny 12. června 1960. V období 1943–1945 patřily pod obec i Křenovice, Třebín a Branišov; v období 12. června 1960 až 31. prosince 1993 pak opět Branišov.
| Rok            | 1994 | 1996 | 1999 | 2002 | 2005 | 2008 | 2011 | 2014 | 2019 | 2021 |
| -------------- | ---- | ---- | ---- | ---- | ---- | ---- | ---- | ---- | ---- | ---- |
| Počet obyvatel | 1034 | 1043 | 1052 | 1100 | 1171 | 1293 | 1382 | 1455 | 1577 | 1652 |

## Pamětihodnosti
- Farní kostel Nanebevzetí Panny Marie, gotická stavba obklopená nevelkým ohrazeným hřbitovem, zaujímá severní část trojúhelníkové návsi. Orientovaný kostel tvoří obdélné dvoulodí, zaklenuté síťovou klenbou na tři osmiboké pilíře, čtvercový presbytář je sklenut křížově. V západním průčelí vystupuje drobná předsíň, k východní straně se přimyká sakristie a k jižní straně věž. Nejstarší část stavby, presbytář, pochází ze 14. století, dvoulodí z roku 1525. V roce 1575 byla přistavěna věž. Předsíň a sakristie jsou výsledkem úprav roku 1730. Pohřbívání kolem kostela skončilo s otevřením nového hřbitova za vsí roku 1876. Původní věž musela být na sklonku 19. století pro špatný technický stav snesena, její nynější podoba pochází až z roku 1901. Na věži se nacházejí čtyři zvony, největší z nich je starožitný, odlitý roku 1518, tři menší byly zabaveny za obou světových válek a nejnověji znovu pořízeny roku 1996. K farnosti Dubné kromě všech výše jmenovaných částí obce příslušejí vesnice Branišov, Habří, Hradce, Kaliště u Lipí, Kvítkovice, Lipí a Žabovřesky.
- Fara, obsahující zbytky bývalé tvrze
- Několik dochovaných lidových zemědělských usedlostí ze druhé poloviny 19. století, zejména čp. 2, čp. 3 a čp. 53
- Pomník padlým v první světové válce z roku 1922, na návsi
- Pozůstatky mohylového pohřebiště z doby bronzové a halštatské v lese Kotlová jihozápadně od Dubného

## Osobnosti
- Gabriel Smetana (1855–1933), učitel, překladatel, zakladatel časopisu Malý čtenář